# 权皋
权皋（723年—768年），字士繇，唐朝秦州略阳县（今甘肃省秦安县）人，前秦大臣权翼十二世孙，祖辈迁徙到润州丹徒。父亲权倕与席豫、苏源明以艺文为友，官至羽林军参军。
权皋擢进士第，补贝州临清县尉，安禄山以幽州长史充河北按察使，以其才名，表为蓟县县尉，署为幕府从事。权皋发现安禄山有异志，害怕他的猜虐，想要离开，又害怕祸及老母。天宝十四载（755年），安禄山派权皋到京师献俘，返程时路过福昌。福昌县尉仲谟的妻子，是权皋的堂妹。权皋至河阳，秘密约定仲谟前来探病，仲谟抵达，权皋假装说不出话来，直视仲谟假装死去。仲谟为他尽哀，亲自收殓，埋葬了棺木。权皋逃走，没人知道。跟随他的从吏拿着诏书回到幽州，告诉权皋的母亲，权母因为他真死了，恸哭感动了行路之人，安禄山没有怀疑，送回权母。权皋在淇门秘密等候，奉侍母亲日夜南奔，客居临淮时，为驿亭保刺探北方情况。渡过长江时安禄山造反，于是天下闻名，淮南采访使高适表荐权皋试大理评事、淮南采访判官。永王李璘举兵，劫持士大夫，权皋变名易服得免。唐玄宗在蜀地听说他，拜监察御史，权母去世，权皋得风痹之病，客居洪州，南北隔绝，逾年诏命不至。有宦官路过洪州，贪求无厌，南昌县令王遘想要治他的罪，和权皋商量。权皋良久不答，哭着说：“现在哪里能等到天子使者，为什么急着治他的罪！”掩面而去。王遘于是重谢了他。浙西节度使颜真卿表荐权皋为行军司马，召拜起居舍人，权皋以病推辞。曾经说：“我洁身于乱世，以成全我的志向，难道是想要拿名声换取名位吗？”李季卿为江淮黜陟使，奏权皋节行，以著作郎征召，没有到任。自中原大乱后，士族以家渡江东，李华、柳识、韩洄、王定都仰慕权皋之节，与他友善。韩洄、王定常评价权皋可为宰辅、师保；大历三年（768年），权皋在家中去世，年四十六岁，韩洄、王定为服朋友之丧，李华为其写墓表，说区分天下善恶，权皋一人而已。诏赠秘书少监。元和年间，谥为贞孝。其子权德舆为相，立家庙。元和十二年（817年），赠太子太保。